# Alexis Renard
Alexis Renard (Saint-Brieuc, 1º giugno 1999) è un ciclista su strada francese che corre per il team Cofidis; è professionista dal 2020.

## Palmarès

### Strada
- 2016 (Juniores)

3ª tappa Ronde des Vallées (Hémonstoir > Hémonstoir)
- 2017 (Juniores)

Grand Prix Bob Jungels
1ª tappa Tour du Valromey (Belley > Culoz)
2ª tappa Ronde des Vallées (Saint-Caradec > Hémonstoir, cronometro)
1ª tappa Grand Prix Rüebliland (Schöftland > Schöftland)

## Piazzamenti

### Grandi Giri
- Tour de France

2023: non partito (17ª tappa)
2024: ritirato (11ª tappa)
2025: 145º
- Vuelta a España

2020: ritirato (14ª tappa)

### Classiche monumento
- Milano-Sanremo

2023: 137º
- Giro delle Fiandre

2021: ritirato
2023: ritirato
2024: ritirato
2025: 71º
- Parigi-Roubaix

2022: 65º
2023: 28º
2024: fuori tempo massimo
2025: ritirato

### Competizioni mondiali
- Campionati del mondo

Bergen 2017 - Cronometro Junior: 49º
Bergen 2017 - In linea Junior: 50º
Fiandre 2021 - In linea Under-23: 19º

### Competizioni europee
- Campionati europei

Herning 2017 - Cronometro Junior: 14º
Herning 2017 - In linea Junior: 22º
Alkmaar 2019 - Cronometro Under-23: 24º
Plouay 2020 - In linea Under-23: 40º